# Provincia di Zanjan
La provincia di Zanjan (in persiano استان زنجان‎) è una delle trentuno province dell'Iran (ostan). Situata nella parte nord-occidentale del paese, il capoluogo è la città di Zanjan. La popolazione è costituita per la maggioranza da azeri.
La provincia è situata circa 330 km a nord-ovest di Teheran con la quale è collegata tramite un'autostrada. È una delle aree più industrializzate del paese, Zanjan, dopo Tabriz, è una delle città più importanti del paese.
La provincia è inoltre nota per la coltivazione di uva senza semi.
A sud-est della città di Zanjan, nello shahrestān di Abhar, si trova il sito archeologico di Soltaniyeh con il mausoleo di Oljeitu.

## Geografia antropica

### Suddivisioni amministrative
La regione è divisa in 8 shahrestān:
- Shahrestān di Abhar
- Shahrestān di Ijerod
- Shahrestān di Khodabandeh
- Shahrestān di Khorramdarreh
- Shahrestān di Mahneshan
- Shahrestān di Soltaniyeh
- Shahrestān di Tarom
- Shahrestān di Zanjan

## Note

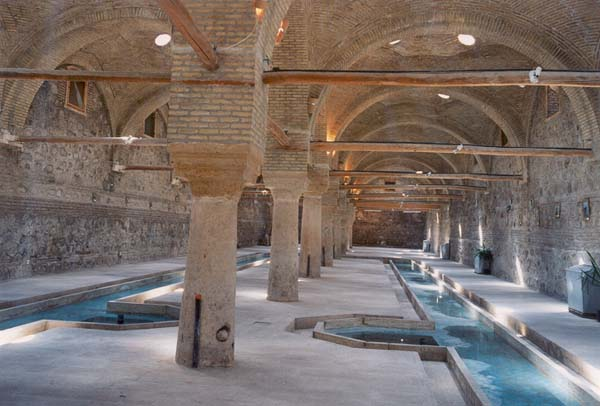
Rakhtshurkhaneh, un tradizionale lavatoio dell'epoca Qajari ospita il museo antropologico di Zanjan.